# استبيان الرهاب الاجتماعي
استبيان الرهاب الاجتماعيهو استبيان وضعته دائرة الطب النفسي والعلوم السلوكية من جامعة ديوك  لفحص وقياس شدة اضطراب القلق الاجتماعي . يتكون المقياس من 17 صنفًا تغطي الاصناف الرئيسية للفوبيا الاجتماعية مثل الخوف والأعراضالفسيولوجية.من خلال هذا الاستبيان يتم الإجابة عن مجموعة من الاسئلة ويجب على الشخص أن يحدد مقدار كل عبارة تنطبق عليه.ويعتبر هذا المقياس صحيح لفحص اضطراب القلق الاجتماعي وكذلك قياس شدة الرهاب الاجتماعي .